# Castello di Čachtice
Il Castello di Čachtice (/tʃaxtʲɪtse/, slovacco Čachtický hrad, ungherese Csejte vára) si trova in cima ad una collina a 350 m s.l.m., nel villaggio di Čachtice, l'attuale Slovacchia.

## Storia
Il castello fu costruito nel XIII secolo per proteggere il confine occidentale del Regno d'Ungheria. Originariamente era in stile romanico con un'interessante torre a forma di ferro di cavallo. Successivamente divenne un castello gotico e le sue dimensioni aumentarono nel XV e XVI secolo, venendo ristrutturato nel rinascimento e nel XVII secolo. Nel corso della sua storia il castello è appartenuto a diverse famiglie aristocratiche. Nel 1708 fu catturato e saccheggiato dai ribelli di Francesco Rákóczi II. Da allora è in declino, oggi è praticamente in rovina.
Il castello è noto per essere appartenuto alla contessa Elisabetta Báthory, soprannominata con disprezzo "la Contessa Sanguinaria", alla quale viene attribuita la morte di 630 ragazze tra i nove e i sedici anni, motivata dalla sua ossessione per la bellezza. Dopo che i suoi crimini divennero noti, Isabel Báthory fu imprigionata nel castello, dove morì.